# Spanish International 2011
Die Spanish International 2011 im Badminton fanden vom 19. bis zum 22. Mai 2011 im Polideportivo Municipal Marqués de Samaranch in der Paseo Imperial 18 in Madrid statt. Es war die 32. Auflage des Turniers. Das Preisgeld betrug 15.000 US-Dollar und das Turnier wurde damit in das Level 4A des BWF-Wertungssystems eingeordnet. Der Referee war Dave Mullan aus Irland.

## Sieger und Platzierte
| Disziplin    | Gold                                       | Silber                              | Bronze                               |
| ------------ | ------------------------------------------ | ----------------------------------- | ------------------------------------ |
| Herreneinzel | Viktor Axelsen                             | Pablo Abián                         | Kevin Cordón                         |
| Herreneinzel | Viktor Axelsen                             | Pablo Abián                         | Hsu Jen-hao                          |
| Dameneinzel  | Carolina Marín                             | Olga Konon                          | Sashina Vignes Waran                 |
| Dameneinzel  | Carolina Marín                             | Olga Konon                          | Jeanine Cicognini                    |
| Herrendoppel | Adam Cwalina Michał Łogosz                 | Peter Käsbauer Josche Zurwonne      | Jürgen Koch Peter Zauner             |
| Herrendoppel | Adam Cwalina Michał Łogosz                 | Peter Käsbauer Josche Zurwonne      | Zvonimir Hölbling Zvonimir Đurkinjak |
| Damendoppel  | Lotte Jonathans Paulien van Dooremalen     | Nicole Grether Charmaine Reid       | Kim Buss Claudia Vogelgsang          |
| Damendoppel  | Lotte Jonathans Paulien van Dooremalen     | Nicole Grether Charmaine Reid       | Alexandra Langley Lauren Smith       |
| Mixed        | Mikkel Delbo Larsen Mie Schjøtt-Kristensen | Zvonimir Đurkinjak Staša Poznanović | Carlos Longo Haideé Ojeda            |
| Mixed        | Mikkel Delbo Larsen Mie Schjøtt-Kristensen | Zvonimir Đurkinjak Staša Poznanović | Sam Magee Chloe Magee                |

## Finalergebnisse
| Disziplin    | Sieger                                     | Finalist                            | Ergebnis          |
| ------------ | ------------------------------------------ | ----------------------------------- | ----------------- |
| Herreneinzel | Viktor Axelsen                             | Pablo Abián                         | 21:11 7:21 21:9   |
| Dameneinzel  | Carolina Marín                             | Olga Konon                          | 21:13 21:14       |
| Herrendoppel | Adam Cwalina Michał Łogosz                 | Peter Käsbauer Josche Zurwonne      | 21:14 21:11       |
| Damendoppel  | Lotte Jonathans Paulien van Dooremalen     | Nicole Grether Charmaine Reid       | 12:21 21:18 21:14 |
| Mixed        | Mikkel Delbo Larsen Mie Schjøtt-Kristensen | Zvonimir Đurkinjak Staša Poznanović | 21:17 21:19       |